# 볼레스와프 1세 흐로브리
볼레스와프 1세(폴란드어: Bolesław I, 967년 ~ 1025년 6월 17일)는 폴란드의 공작이자 국왕(재위: 992년 ~ 1025년 6월 17일)으로 별명은 용감공(폴란드어: Chrobry 흐로브리[*])이다. 볼레스와프 대왕(폴란드어: Bolesław I Wielki 볼레스와프 비엘키[*])이라는 별칭으로 부르기도 한다. 보헤미아의 공작으로서는 볼레슬라프 4세(체코어: Boleslav IV, 재위: 1003년 ~ 1004년)로 불린다.

## 생애
992년에 사망한 자신의 아버지인 미에슈코 1세의 뒤를 이어 폴란드의 국왕으로 즉위했다. 997년 보헤미아 프라하의 주교로 있던 아달베르트 폰 프라크(Adalbert, 보이테흐(Vojtěch))가 순교하자 그의 시신을 그니에즈노 성당에 안치했다.
신성 로마 제국의 오토 3세 황제는 아달베르트 주교를 보이치에흐(Wojciech)의 성인으로 시성했으며 1000년에는 포즈난 교외에 위치한 그니에즈노를 방문했다. 오토 3세는 볼레스와프 1세에게 신성 로마 제국의 귀족 칭호를 부여하고 왕관을 씌워주었다. 아달베르트 주교의 형이었던 라딤 가우덴티우스(Radim Gaudentius) 대주교는 그니에즈노에 대주교구를 설치했고 크라쿠프, 브로츠와프, 코워브제크에 교구를 설치했다.
1002년 오토 3세가 사망한 이후부터 폴란드의 영토를 확장해 나갔다. 1002년에는 루사티아를 정복했으며 1003년에는 보헤미아, 모라바, 슬로바키아를 정복했다. 1018년에는 바우첸에서 신성 로마 제국의 하인리히 2세 황제와 함께 평화 조약을 체결했고 키예프 대공국의 스뱌토폴크 1세 대공과 함께 키예프 원정에 직접 나서기도 했다.
1024년 신성 로마 제국의 하인리히 2세 황제가 사망했다. 1025년에는 폴란드 역사상 최초로 국왕 대관식을 거행하면서 국왕이라는 칭호를 처음으로 사용했다. 그가 폴란드의 국왕으로 즉위하면서 폴란드는 공국에서 왕국으로 격상되었다. 국왕 대관식이 거행된 지 며칠 뒤에 사망했다. 그의 왕위는 아들인 미에슈코 2세가 승계받았다.

## 사진

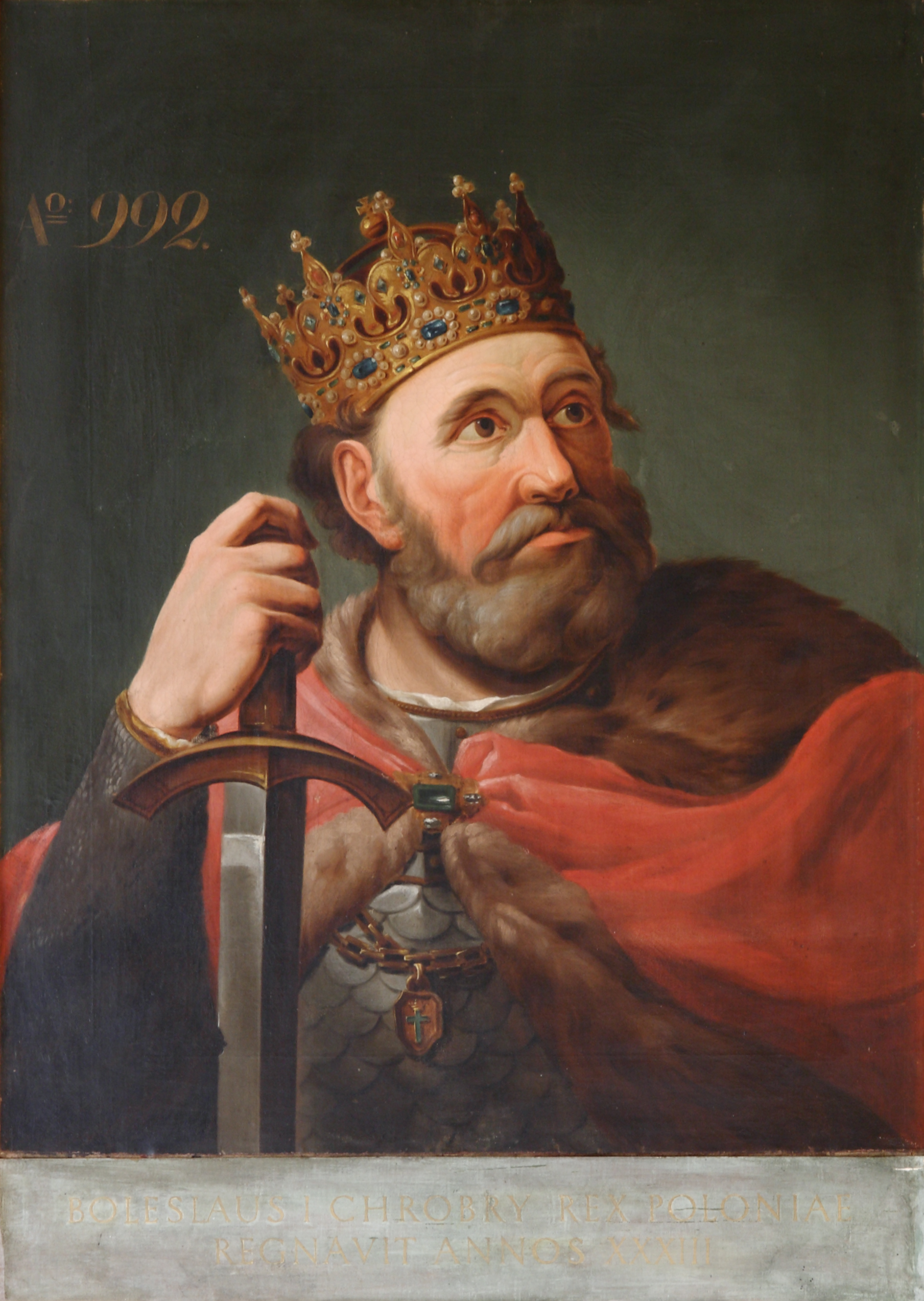
마르첼로 바차렐리가 그린 볼레스와프 1세 흐로브리의 초상화
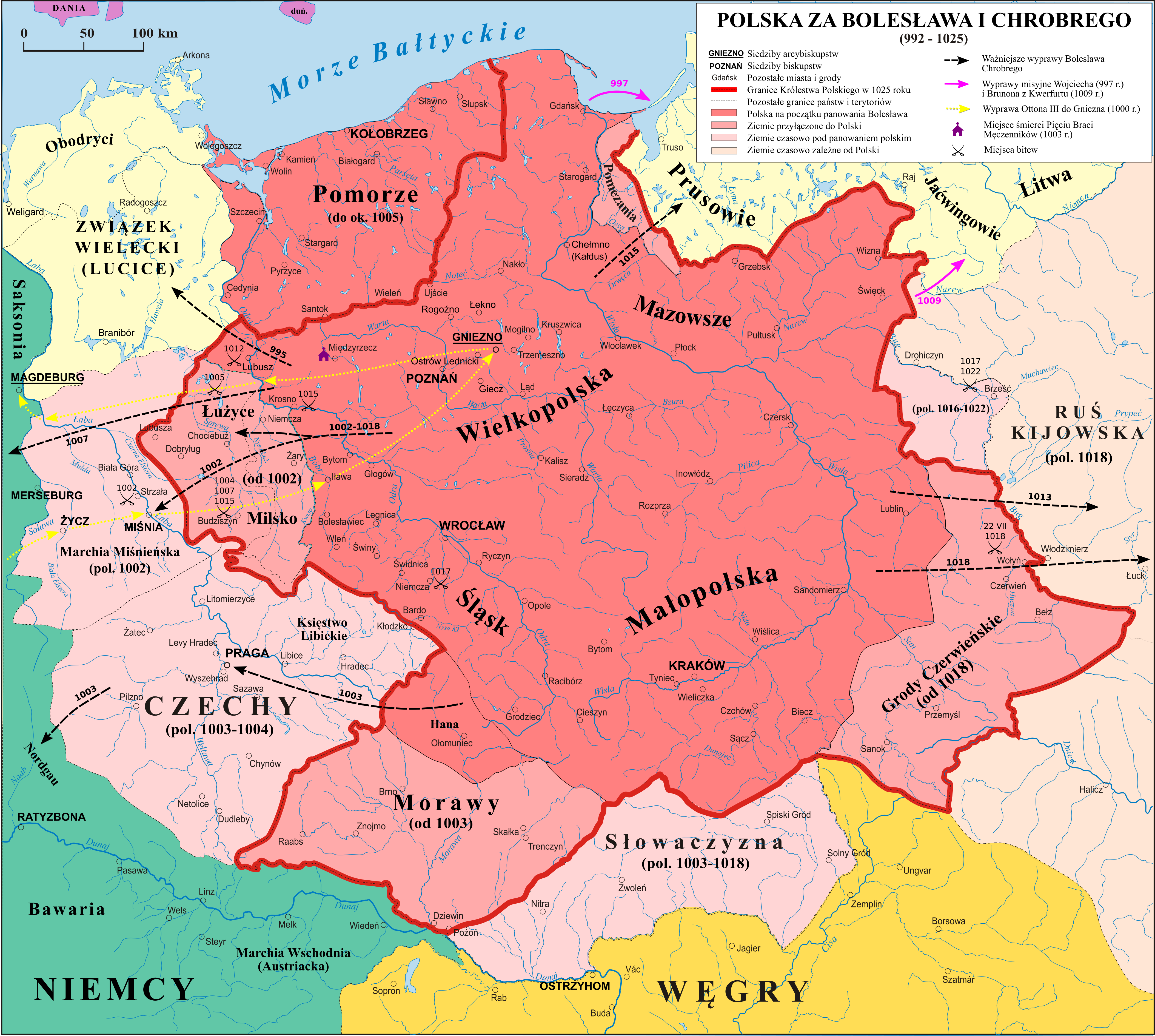
볼레스와프 1세 흐로브리 재위 말기의 폴란드의 지도
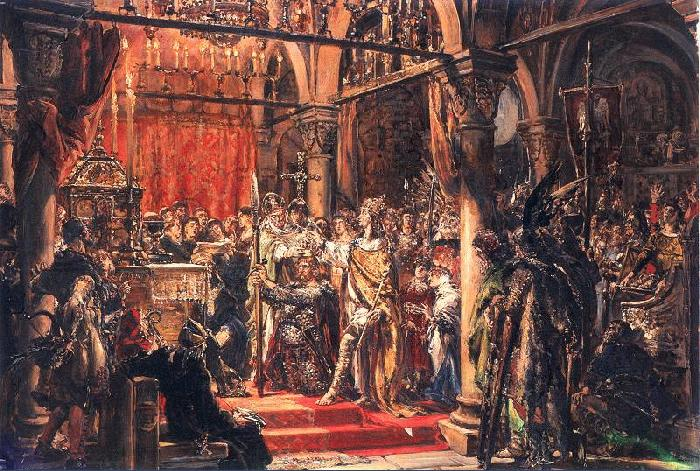
볼레스와프 1세 흐로브리의 대관식을 주제로 한 얀 마테이코의 그림